# Ponte Streymin
Il ponte Streymin (in faroese: Brúgvin um Streymin e in breve Brúgvin), è un importante ponte autostradale nelle Isole Faroe. Collega le due isole più grandi e popolose di Streymoy a ovest e Eysturoy a est. Attraversando lo stretto di Sundini nel suo punto più stretto, viene scherzosamente definito il "Ponte sull'Atlantico", essendo l'unico ponte tra le isole dell'arcipelago delle Faroe e uno dei pochi ponti di questo tipo nell'Oceano Atlantico.

## Posizione
Il ponte si trova tra la frazione di Nesvík su Streymoy e tra Norðskáli e Oyrarbakki su Eysturoy, nel centro della regione. Il ponte fa parte della strada nazionale numero 10, che va da Tórshavn a Klaksvík, ed è considerata una strada principale. Su entrambi i lati dello stretto di Sundini ci sono incroci stradali con strade per Eiði, Tjørnuvík, Oyri e altri villaggi della zona. Diversi negozi e la scuola elementare della regione si sono raggruppati attorno allo svincolo autostradale. Oyrarbakki è uno dei principali snodi della rete di trasporto pubblico del paese. A parte il ruolo interregionale, il ponte è un importante collegamento all'interno del comune di Sunda, che si estende su entrambi i lati del Sundini. Il ponte ha due corsie per auto e una stretta pista ciclabile/pedonale condivisa.

## Storia
La costruzione iniziò nel 1970 e l'apertura avvenne il 30 ottobre 1973. Durante i primi tre anni dopo l'apertura, il ponte collegava solo Streymoy alla metà occidentale di Eysturoy. Fu solo nel 1976, quando fu aperto il Norðskálatunnilin, che il ponte acquisì un autentico carattere interregionale, poiché questo tunnel collegava l'Eysturoy occidentale alla rete stradale dell'Eysturoy orientale. Prima del 1973, il traffico diretto dalla capitale a Norðskáli o Eiði doveva usare un traghetto per auto da Hósvík a Oyrarbakki. Fino al 1976, il traffico da Tórshavn allo Skálafjørður e Leirvík doveva prendere l'attraversamento da Hósvík a Selatrað o un traghetto diretto e più lento.
Di concerto con la costruzione, il Sundini è stato dragato e approfondito a 4 metri per consentire il passaggio alle imbarcazioni con un pescaggio maggiore.
Nel 2011, in media 4.497 veicoli hanno attraversato il ponte ogni giorno. Questo numero è molto diminuito dopo l'apertura del Tunnel dell'Eysturoy nel dicembre 2020, che ha creato un'alternativa molto più rapida per il traffico tra la capitale Tórshavn, lo Skálafjørður e le Isole del Nord. La perdita di potenziale clientela ha causato un leggero disagio nella regione. Tuttavia, l'attuale ponte continua a far parte della rete stradale principale. Anche per il traffico tra Tórshavn e Klaksvík, il ponte potrebbe continuare ad attirare gli utenti che vogliono evitare il pedaggio del tunnel.